# ياسونوري ماسوتاني
ياسونوري ماسوتاني (増谷康紀 ماسوتاني ياسونوري) هو مؤدي أصوات ياباني ولد في 5 يوليو 1961 في سابورو، هوكايدو.

## أدواره في التوكوساتسو
- ألترامان نكسس - ألترامان نكسس

## أدواره في الأنمي

### مسلسلات أنمي تلفزيونية
- أبطال الديجيتال الجزء الأول - قردون، الغوريلا المعدني
- أبطال الديجيتال الجزء الرابع - شلال
- دوت هاك أسطورة الشفق - سانجورو
- الملعقة الفضية - يوشيوكي ناكاجيما
- بلود سي - كائن أثري (المجنح)
- ديث نوت - مدرس اللغة الإنجليزية
- تسوباسا كرونيكل - ياشا-أو
- كاراكوري كيدن هيو سنكي - تاندوري
- دراماتيكال مردر - أكوشيما
- تيلز أوف زيستيريا ذا كروس - إيغيل
- أساطير في قادم الزمان - طلال
- أسوبي أسوباسي - أستاذ ساينان
- ون بيس - يوركي (الصوت الأول)، بيلي اللص
- وورلد تريغر - رايموند

### أنمي الإنترنت
- كينغان أشورا - يوكيو دازاي

## أدواره في ألعاب الفيديو
- بيرسونا 3 فيس - تاكيهارو كيريجو
- بيرسونا 3 بورتبل - تاكيهارو كيريجو
- جوجوز بيزار أدفنتشر: آيز أوف هيفن - وايتسنيك، سي-مون
- تيلز أوف زيستيريا - إيغيل
- ديجيمون أدفنتشر - إيتيمون
- ديجيمون ستوري: سايبر سلوث - إيتيمون
- سلسلة ألعاب دوت هاك - أوركا، سانجورو، مونستون
- ديستريغا - روزين

## أدواره في الدبلجة اليابانية
- ترانسفورمرز: برايم - نوك آوت

## وصلات خارجية
- ياسونوري ماسوتاني على موقع IMDb (الإنجليزية)
- ياسونوري ماسوتاني على موقع ميوزك برينز (الإنجليزية)
- ياسونوري ماسوتاني على موقع قاعدة بيانات الفيلم (الإنجليزية)
- ياسونوري ماسوتاني على موقع ANN person (الإنجليزية)